# Синдром Уивера
Синдром Уивера (англ. Weaver syndrome) — редкое аутосомно-доминантное генетическое расстройство человека, связанное с быстрым ростом, начинающееся в пренатальном периоде и продолжающееся через годы детства и молодости. Характеризуется опережающим костным созреванием и характерными черепно-лицевыми, скелетными и неврологическими аномалиями. Сходен с синдромом Сотоса и классифицируется как синдром перероста.
Генетическая причина синдрома была идентифицирована в 2011 году как мутации в ЭЖ2 ген. По состоянию на декабрь 2013 года было зарегистрировано и подтверждено 48 случаев, и его распространенность, по оценкам, аналогична синдрому Сотоса, примерно 1 на 15 000.
Впервые описан Дэвидом Уивером, профессором медицинской и молекулярной генетики Медицинской школы Университета Индианы (США), у двух мальчиков в 1974 году.

## Признаки и симптомы
Дети с синдромом Уивера, как правило, похожи между собой и имеют отличительные физические и черепно-лицевые черты, которые могут включать в себя несколько, но не все из следующих особенностей:
макроцефалия,
большой бифронтальный диаметр,
сплющенный затылок,
выраженный губной желобок,
ретрогнатия (патологический прикус),
округлость лица в младенчестве,
значительная складка подбородка,
большие уши,
косоглазие,
гипертелоризм,
эпикантус (монгольская складка),
наклон палпебральных трещин.
Другие особенности могут включать обвисшую кожу, тонкие ногти глубокого набора, тонкие волосы, короткие ребра, ограниченное расширение локтя и колена, кемптодактилию.
Грубый, глухой голос. Задержка развития моторики, таких как сидение, стояние и ходьба, обычно проявляется в раннем детстве. Пациенты с синдромом Уивера обычно имеют легкую интеллектуальную неполноценность в сочетании с плохой координацией и контролем равновесия. Они также имеют некоторые неврологические отклонения, такие как задержка речи, эпилепсия, интеллектуальная неполноценность (в 85 % случаев), гипотония или гипертония, поведенческие проблемы.
Синдром Уивера диагностирован у турчанки Румейсы Гелги, одной из самых высоких из ныне живущих женщин по версии Книги рекордов Гиннесса. Её рост 215,16 см (на 23 мая 2021 года).
В 2013 году РНПЦ «Мать и дитя» (Министерство здравоохранения Республики Беларусь) опубликовал 5 случаев наблюдения синдрома Уивера. В российской научной литературе описан клинический пример 5-летней девочки, наблюдавшейся в Московском НИИ педиатрии и детской хирургии Минздрава РФ в 2000 году.

## Причины
Причина синдрома Уивера была выявлена в 2011 году как аутосомно-доминантная мутации в ЭЖ2 ген на хромосома 7q36. EZH2 (Enhancer of Zeste, Drosophila, homolog 2) является вторым гистон метилтрансфераза связанные с человеческим зарастанием. Он кодирует каталитический компонент PRC2 белковый комплекс (Polycomb Repressive Complex 2), который регулирует структуру хроматина и экспрессию генов, и было обнаружено, что подавляет транскрипцию. EZH2 также имеет критические роли в обслуживании стволовых клеток и определении клеточной линии, такие как остеогенез, миогенез, лимфопоэз и кроветворение.
Он также может быть связан с мутациями в гистона метилтрансферазе НРД1 ген на хромосома 5q35. Функции NSD1 чётко не известны, но считается, что он действует как фактор влияния на транскрипцию, которая содержит домены, участвующие в хроматин-опосредованной регуляции во время разработки.
Большинство случаев синдрома имеют спорадический характер, семейный анамнез отсутствует, хотя было несколько случаев в семьях, где аутосомно-доминантное наследование было зарегистрировано.